# Estréelles
Estréelles é uma comuna francesa na região administrativa de Altos da França, no departamento de Pas-de-Calais. Estende-se por uma área de 3,18 km². Em 2010 a comuna tinha 359 habitantes (densidade: 112,9 hab./km²).